# 约瑟夫·卡耶坦·狄尔剧院
约瑟夫·卡耶坦·狄尔剧院（捷克語：Divadlo Josefa Kajetána Tyla）是位於捷克共和國城市比爾森的一座劇場，也是該市的主要劇場。這座劇場修建於1899年至1902年期間，是一座新文藝復興式建築，設計者是Antonin Balsanek。劇場前有约瑟夫·卡耶坦·狄尔的雕像。

## 外部連結
- Official website （页面存档备份，存于） （捷克文）

49°44′43.5″N 13°22′24.1″E / 49.745417°N 13.373361°E